# Colom imperial d'ulleres
El colom imperial d'ulleres  (Ducula perspicillata) és una espècie d'ocell de la família dels colúmbids (Columbidae) que habita boscos de les illes Moluques.